# Comté de Butler (Iowa)
Pour les articles homonymes, voir Comté de Butler.
Le comté de Butler est un comté de l'État de l'Iowa aux États-Unis. Le chef-lieu de comté se situe à Allison. Le comté a été fondé en 1851.

## Comtés adjacents
- comté de Floyd, au nord,
- comté de Bremer, à l'est,
- comté de Black Hawk, au sud-est,
- comté de Grundy, au sud,
- comté de Franklin, à l'ouest,
- comté de Chickasaw, au nord-est,
- comté de Cerro Gordo, au nord-ouest,
- comté de Hardin, au sud-ouest,

## Municipalités du comté
| - Allison, - Aplington, - Aredale, | - Bristow, - Clarksville, - Dumont, | - Greene, - New Hartford, | - Parkersburg, - Shell Rock, |

### Communautés non-incorporées
- Sinclair,

### Townships
| - Township d'Albion, - Township de Beaver - Township de Bennezette - Township de Butler - Township de Coldwater - Township de Dayton | - Township de Fremont - Township de Jackson - Township de Jefferson - Township de Madison - Township de Monroe - Township de Pittsford | - Township de Ripley - Township de Shell Rock - Township de Washington - Township de West Point |

## Histoire
Le comté de Butler fut formé le 15 janvier 1851. Il a été baptisé d'après William Orlando Butler, un général et héros de la guerre mexico-américaine, qui fut candidat comme vice-président des États-Unis en 1848. Jusqu'en 1854, le comté était régi par d'autres comtés, car il n'avait pas assez d'habitants pour établir son propre gouvernement local.